# Стшелін (гміна)
Гміна Стшелін (пол. Gmina Strzelin) — місько-сільська гміна у південно-західній Польщі. Належить до Стшелінського повіту Нижньосілезького воєводства.
Станом на 31 грудня 2011 у гміні проживало 22198 осіб.

## Площа
Згідно з даними за 2007 рік площа гміни становила 171.69 км², у тому числі:
- орні землі: 80.00%
- ліси: 9.00%

Таким чином, площа гміни становить 27.59% площі повіту.

## Населення
Станом на 31 грудня 2011:
| Опис     | Загалом | Загалом | Чоловіки | Чоловіки | Жінки | Жінки |
| -------- | ------- | ------- | -------- | -------- | ----- | ----- |
| одиниця  | осіб    | %       | осіб     | %        | осіб  | %     |
| все      | 22198   | 100     | 10832    | 48.80    | 11366 | 51.20 |
| міське   | 12602   | 100     | 6052     | 48.02    | 6550  | 51.98 |
| сільське | 9596    | 100     | 4780     | 49.81    | 4816  | 50.19 |

## Сусідні гміни
Гміна Стшелін межує з такими гмінами: Борув, Цепловоди, Доманюв, Кондратовіце, Пшеворно, Вйонзув, Зембіце.